# Jernej Levičnik
Jernej Levičnik, slovenski rimskokatoliški duhovnik, pesnik in prevajalec,  * 15. avgust 1808, Železniki,  † 9. maj 1883, Šmohor, Avstrija.
Levičnik je bogoslovje študiral v Ljubljani in Celovcu in bil leta 1832 posvečen. Služboval je v različnih krajih na avstrijskem Koroškem. Po opravljenem doktoratu je postal 1852 dekan v Šmohorju, kjer je ostal do smrti.
Za slovenščino sta Levičnika navdušila najprej njegov učitelj Metelko, kasneje pa še Slomšek. Sodeloval je pri pripravi Slomškovih prvih knjig. Z ustanoviteljem Krajnske čbelice Kastelicem je skupaj z Zupanom, Holzapflom in Kosmačem deloval v Čebelici, kjer je objavil nekaj pesmi (Iskana dežela, Sonet). Daljši ep Katoliška Cerkev v 15 spevih s skoraj 10.000 verzi je ostal v rokopisu. Levičnik je tudi prevajal (Goethe in Schiller). Na njegov pesniški izraz pa sta vplivala zlasti Vodnik in Prešeren, vendar pa je njegova poezija ostala v okvirih razsvetljenskega klasicizma s pridihom predromantike.
V Levičnikovem literarnem delu je najpomembnejše pričevanje o Prešernu; leta 1851 je v Carinthii objavil pesnikov življenjepis.